# A. G. Abbie
A. G. Abbie (* vor 1890; † nach 1938) war ein schottischer Schullehrer, M. A. Bekannt war er als Chefredakteur des The Scottish-Students’-Song-Book Committees Ltd  und somit als Hauptverantwortlicher Herausgeber von The Scottish-Students’-Song-Book und The British Students’ Song Book.

## Leben
A. G. Abbie erhielt seine Schulbildung an der Waid Academy in Anstruther und der Spier’s School in Beith. Hier war er der Dux der Schule. Ein Titel, der an schottischen Schulen dem erfolgreichsten Schüler verliehen wird. Darauf begann er sein Studium an der St. Andrew’s University. Hier wurde er Preisträger in Mathematik, Griechisch und Latein und erhielt eine Medaille für seine Leistungen in Pädagogik. Er nahm aktiv am Leben der Universität teil und war Mitglied im Rugby Club, dem Golf Club, der Musikalischen Gesellschaft und des Students’ Representative Council. 1902 war er repräsentativer Studentenvertreter der schottischen Universitäten bei der Installation Andrew Carnegies zum Rektor der St. Andrew’s University. Abbie war viele Jahre Vorsitzender des The Scottish-Students’-Song-Book Committee, Ltd und dadurch hauptverantwortlicher Herausgeber der Studentenliederbücher  The Scottish-Students’-Song-Book The British Students’ Song Book. Seine erste Stelle als Lehrer erhielt er an der Warriston School in Moffat. Es folgte eine Stelle an der Stanley House School in Bridge of Allan. und danach als Hauptlehrer für Englisch an der Largs Higher Grade School. 1910 wurde er zum Schulleiter der Buchlyvie School ernannt. Von 1922 war bis Juni 1932 zehn Jahre lang Schulleiter der Slamannan School in Slamannan in Schottland. Danach war er von Juli 1932 bis Juni 1938 Schulleiter der Camelon School in  Camelon in Stirlingshire. Er war Mitglied des Educational Institute of Scotland, F. E. I. S. (Fellow of the Educational Institute of Scotland).

## Werke (Auswahl)
- The Scottish-Students’-Song-Book, Scottish Students’ Song Book Committee, 1897  OCLC 35194181
- The British-Students’-Song Book, Bayley & Fergusone, London, 1912  OCLC 655764120
- Student songs for camp and college für eine bis vier unbegleitete Stimmen, Bayley & Fergusone, London, 1937  OCLC 181782926